# Wojciechy, Bartoszycki
Wojciechy [vɔi̯ˈt͡ɕexɨ] (tiếng Đức: Albrechtsdorf)  là một ngôi làng thuộc khu hành chính của Gmina Bartoszyce, thuộc huyện Bartoszycki, Warmińsko-Mazurskie, ở phía bắc Ba Lan, gần biên giới với tỉnh Kaliningrad của Nga. Nó nằm khoảng 12 kilômét (7 mi) phía tây Bartoszyce và 84 km (52 mi) phía bắc thủ đô khu vực Olsztyn.
Trước năm 1945, ngôi làng là một phần của Đức (Đông Phổ) và được gọi là Albrechtsdorf. Sau Thế chiến II, khu vực này được đặt dưới sự quản lý của Ba Lan bởi Hiệp định Potsdam dưới những thay đổi về lãnh thổ mà Liên Xô yêu cầu. Hầu hết người Đức đã chạy trốn hoặc bị trục xuất và thay thế bằng người Ba Lan bị trục xuất khỏi các khu vực Ba Lan bị Liên Xô sáp nhập hoặc người Ukraine buộc phải định cư tại khu vực thông qua Chiến dịch Vistula năm 1947.
Làng có dân số 548 (tháng 2 năm 2011).